# Burg Vinné
Die Burg Vinné (slowakisch Viniansky hrad, auch Hrad Vinné oder Hrad Vinná) ist die Ruine einer Höhenburg beim ostslowakischen Ort Vinné im Okres Michalovce. Sie befindet sich auf einem 320 m n.m. hohen kegelförmigen Andesithügel am südwestlichen Rand des Vihorlatgebirges.

## Geschichte

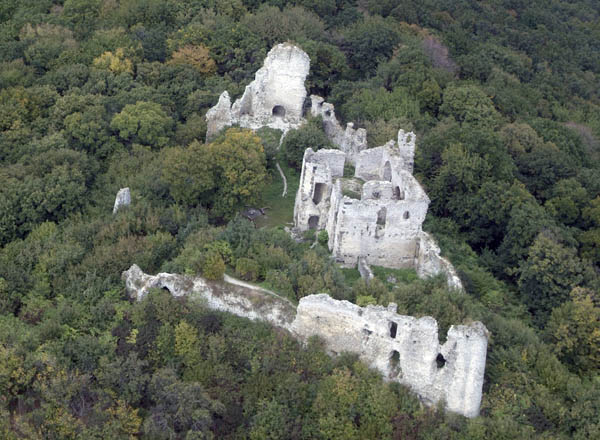
Luftbild der Burgruine

Die Burg wurde im 13. oder spätestens frühen 14. Jahrhundert gebaut und war Besitz von Adligen aus der nahen Stadt Michalovce (deutsch Großmichel). Sie sollte zusammen mit den nahen Burgen Jasenov und Brekov einen alten Weg vom Königreich Ungarn nach Polen schützen, die ungünstige Lage verminderte aber die Wehrhaftigkeit der Anlage. 1312 kam es zu einer Beschädigung durch Gegner von Karl Robert von Anjou, weiter richteten Räuberbanden in der Gegend immer wieder Schäden an.
1466 wurde die Burg während der Kämpfe von Matthias Corvinus gegen den polnischen König Kasimir IV. Andreas, saniert wurde sie aber erst im ausgehenden 15. Jahrhundert auf Drängen von Stephan Zápolya, dem damaligen Kapitän in der nordöstlichen Gebieten des Königreichs Ungarn, jedoch kaum modernisiert. Im 16. Jahrhundert war sie oft Schauplatz von Gefechten zwischen dem örtlichen Adel und dem Hof in Wien. Nach einer Eroberung durch kaiserliche Truppen im Jahr 1594 standen nur noch Ruinen. Die damaligen Besitzer aus der Familie Sztáray bauten zwar die Burg wieder auf, jedoch ohne wesentliche Verstärkung der Wehrhaftigkeit. Dieser Umstand erleichterte Eroberungen durch anti-habsburgische Aufständische und zwar 1623 während des Aufstands von Gabriel Bethlen und 1644 nach einem Feldzug von Georg I. Rákóczi. Zu dieser Zeit war die Burg fast bedeutungslos, da die Besitzer Sitze und Schlösser in den Orten Vinné und Michalovce bevorzugten. Nach der Niederschlagung des Aufstands von Franz II. Rákóczi wurde die Burg 1711 gemäß einem Beschluss des ungarischen Landtags geschleift.
Trotz des ruinösen Zustands ist die gotische Bauweise relativ gut erhalten geblieben, da die Burg nicht wesentlich verstärkt oder modernisiert wurde. Seit 2014 arbeitet der Bürgerverein Zemplínsko-užská hradná cesta (frei: Burgenroute von Semplin und Ung) an der Konservierung. Die Ruine ist heute frei zugänglich.